# Союз трудящегося народа
Союз трудящегося народа (англ. Working People's Alliance) — левая политическая партия в Гайане, стоящая на принципах демократического социализма. Её основателем был марксистский теоретик, историк и популярный политический деятель-панафриканист Уолтер Родни. Являлась консультативным членом Социалистического интернационала с 1983 до 2005 года.

## История
Союз трудящегося народа был основан в 1974 году как альянс нескольких организаций — Партии авангарда трудящегося народа, Африканского общества по культурным связям с независимой Африкой (ASCRIA), «Индийских политических революционных соратников» и студенческих групп под названиями RATOON и Движение против угнетения.
Маоистская Партия авангарда трудящегося народа, получившая известность за участие в протестах Совета безземельного народа и впоследствии в числе первых разоблачившая ставший печально известным «Храм народов», покинула альянс в 1977 году и участвовала в выборах 1980 года в союзе с правой и центристской партиями.
Единой политической партией Союз трудящегося народа стал в 1979 году. Союз трудящегося народа тоже декларировал левые идеи, как и две другие ведущие партии страны — «кооперативно-социалистический» Народный национальный конгресс и марксистская Народная прогрессивная партия Гайаны — но те были ориентированы на отдельные этнические группы (соответственно афро- и индо-гайанцев), а СТН пытался преодолеть традиционное для страны расово-этническое разделение.
Став единой партией, Союз провозглашал мультирасовость и революционный социализм. В программе, принятой на III конференции партии в 1987 году, строительство социализма называлось перспективной целью, не стоявшей пока на повестке дня, в отличие от насущных вопросов коренной демократизации страны и создания многорасовой республики.
Лидер союза Уолтер Родни подвергался преследованиям со стороны правительства Форбса Бёрнэма, в 1979 году вместе с двумя другими руководителями СТН (Рупертом Рупнарайном и Омавале) был обвинен в поджоге двух государственных учреждений, а 13 июня 1980 года в возрасте 38 лет был убит результате подрыва бомбы в его автомобиле.
Лишившись руководителя (среди его преемников были Июси Квайана и Руперт Рупнарайн), Союз трудящегося народа в выборах в Национальную ассамблею в декабре 1980 года не участвовал, но выдвигал кандидатов на следующих выборах 1985 года. Хотя в итоге он в последний день отказался участвовать в мошеннических выборах, но все-таки получил 1,4 % голосов и одно депутатское место.
С 1986 года партия участвовала в Коалиции левых сил во главе с Народной прогрессивной партией Гайаны Чедди Джагана. В последовавших свободных выборах 1992 года партия увеличила свою долю голосов до 2,0 % и сохранила за собой одно место в Национальной ассамблее. На выборах 1997 года заключила союз с Гайанской лейбористской партией под названием Альянс для Гайаны. Хотя процент голосов снизился до 1,2 %, одного депутата альянс провёл.
На выборы 2001 года Союз трудящегося народа шёл в альянсе с левой Гайанской партией действия, получив 2,4 % голосов и два места. Одна из этих депутатов — Шейла Холдер — участвовала в учреждении Альянса за перемены (AFC) в 2005 году. Союз трудящегося народа не участвовал в выборах 2006 года, хотя один из её членов выдвигался по списку Альянса за перемены.
К выборам 2011 года объединилась с рядом других оппозиционных Народной прогрессивной партии Гайаны сил в электоральный альянс под названием Партнерство за национальное единство (APNU), получивший 26 мест. На парламентских выборах 2015 года APNU сформировал совместный с Альянсом за перемены избирательный список. Тот получил 33 места, а лидер APNU Дэвид Грейнджер стал президентом. После парламентских выборов 2020 года, на которых альянс APNU/AFC попытался подтасовать итоги подсчёта и в итоге потерпел поражение, Союз трудящегося народа и партия «Справедливость для всех» покинули альянс.